# Takahashi Mizuko

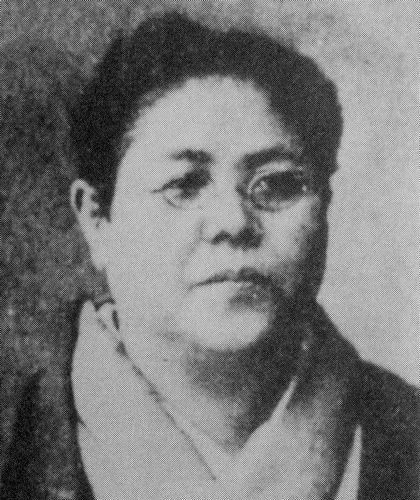
Mizuko Takahashi

Takahashi Mizuko (jap. 高橋 瑞子; * 1852 im Landkreis Hazu, Provinz Mikawa (heute: Präfektur Aichi); † 1927) war eine der ersten westlichen Medizinerinnen in Japan.

## Leben
Takahashi Mizuko wurde als dritte Tochter des Lehnsmanns Takada Kitarō (高橋 驥太郎) in der Provinz Mikawa geboren, verlor ihre Eltern jedoch früh, so dass sie bei ihrem älteren Bruder und seiner Frau aufwuchs.
Später ging sie nach Tokio, wo sie 1880 Assistentin der Hebamme Tsukui Iso (津久井 磯) wurde und dann an der privaten Medizinschule Saiseigakusha eine Hebammen-Lizenz erwarb. Danach arbeitete sie an einem Krankenhaus in Ōsaka und in Maebashi. Obwohl Frauen zu jener Zeit an staatlichen Hochschulen keine Zulassung zu einem Medizinstudium erhielten, erlangte sie nach vehementen Einsatz schließlich doch noch einen Studienplatz, so dass sie 1887, nach Ogino Ginko und Ikusawa Kuno als dritte Frau überhaupt erst in Japan, ihr Staatsexamen als Ärztin erfolgreich abschließen konnte. Mit 37 eröffnete sie in Nihonbashi eine Praxis.
1890 reiste Takahashi per Postschiff Richtung Deutschland, um sich medizinisch weiterzubilden und westliche Medizin, insbesondere Obstetrik und Gynäkologie zu studieren. Die deutsche Sprache erlernte sie an Bord des Schiffes. Frauen wurden in Preußen nicht vor 1903 zum Medizinstudium zugelassen, dennoch schaffte es Takahashi als Gasthörerin im Sommersemester 1890 und im Wintersemester 1890/1891 in Berlin zu studieren.